# Rochelle (Illinois)
Pour les articles homonymes, voir Rochelle (homonymie).
Rochelle est une ville du comté d'Ogle, en Illinois, aux États-Unis. Elle est incorporée le 27 janvier 1873,. Lors du recensement de 2010, la ville comptait une population de 9 574 habitants.